# Luigi Bay
Luigi Bay (Lodi, 31 maggio 1845 – Silanus, 24 luglio 1934) è stato un patriota e militare italiano.

## Biografia
Nativo di Lodi e residente a Piacenza, si arruolò come volontario nei Mille poco prima di compiere i quindici anni di età, diventando così uno dei più giovani partecipanti alla spedizione; al pari degli altri lodigiani, si distinse nella battaglia di Milazzo e negli scontri di Pizzo Calabro. Luigi Bay seguì Giuseppe Garibaldi anche nella successiva campagna del 1862, conclusasi con i fatti dell'Aspromonte e l'arresto del condottiero nizzardo.
Nel 1877 si stabilì definitivamente in Sardegna, dove trovò impiego presso una banca e sposò la silanese Angelica Sequi, residente a Orotelli.
La sua città natale gli ha dedicato una via, situata nel popoloso quartiere di San Fereolo, a sud-ovest del centro storico.